# Episodi di Flipper (seconda stagione)
| Nº | Titolo originale               | Titolo italiano                          | Prima TV USA      | Prima TV Italia |
| -- | ------------------------------ | ---------------------------------------- | ----------------- | --------------- |
| 1  | Flipper and the Mermaid        |                                          | 18 settembre 1965 |                 |
| 2  | Dolphin in Pursuit (1)         | L'isola misteriosa (parte uno)           | 25 settembre 1965 |                 |
| 3  | Dolphin in Pursuit (2)         | L'isola misteriosa (parte due)           | 2 ottobre 1965    |                 |
| 4  | Flipper's Hour of Peril        | Flipper in pericolo                      | 9 ottobre 1965    |                 |
| 5  | Coral Fever                    |                                          | 16 ottobre 1965   |                 |
| 6  | Junior Ranger                  | New ranger                               | 23 ottobre 1965   |                 |
| 7  | The Ditching (1)               | -                                        | 30 ottobre 1965   |                 |
| 8  | The Ditching (2)               | -                                        | 6 novembre 1965   |                 |
| 9  | Flipper and the Spy            |                                          | 13 novembre 1965  |                 |
| 10 | Dolphin Patrol                 | Dopo la tempesta                         | 20 novembre 1965  |                 |
| 11 | A Job for Sandy                | Un favore finito male                    | 27 novembre 1965  |                 |
| 12 | Flipper and the Horse Thieves  | Flipper e i ladri di cavalli             | 4 dicembre 1965   |                 |
| 13 | Flipper and the Bounty         | -                                        | 11 dicembre 1965  |                 |
| 14 | Shark Hunt                     | Caccia allo squalo                       | 18 dicembre 1965  | 9 ottobre 1966  |
| 15 | Flipper, the Detective         | Il detective                             | 25 dicembre 1965  |                 |
| 16 | Flipper's Odyssey (1)          | -                                        | 8 gennaio 1966    |                 |
| 17 | Flipper's Odyssey (2)          | La mostra del mare (parte due)           | 15 gennaio 1966   |                 |
| 18 | Flipper's Odyssey (3)          | La mostra del mare (parte tre)           | 22 gennaio 1966   |                 |
| 19 | Slingshot                      | La borraccia                             | 29 gennaio 1966   |                 |
| 20 | Flipper and the Shark Cage     | Il regalo di compleanno                  | 5 febbraio 1966   |                 |
| 21 | The Lobster Trap               | -                                        | 12 febbraio 1966  |                 |
| 22 | Air Power                      | Gite turistiche organizzate              | 19 febbraio 1966  |                 |
| 23 | Gift Dolphin                   | Un delfino in dono                       | 26 febbraio 1966  |                 |
| 24 | The Raccoon who Came to Dinner |                                          | 5 marzo 1966      |                 |
| 25 | Flipper Joins the Navy (1)     | Flipper si arruola in marina (parte uno) | 12 marzo 1966     |                 |
| 26 | Flipper Joins the Navy (2)     | Flipper si arruola in marina (parte due) | 19 marzo 1966     |                 |
| 27 | Flipper's Underwater Museum    | Il museo sottomarino                     | 26 marzo 1966     | 6 luglio 1970   |
| 28 | Deep Waters                    | Acque profonde                           | 2 aprile 1966     |                 |
| 29 | Dolphin Love (1)               |                                          | 9 aprile 1966     |                 |
| 30 | Dolphin Love (2)               |                                          | 16 aprile 1966    |                 |